# 목동초등학교
목동초등학교는 대한민국 경기도 가평군 북면 이곡리에 있는 공립 초등학교이다.

## 학교 연혁
- 1929년 7월 20일 목동공립보통학교(4년제) 개교(목동리 919)
- 1938년 4월 1일 목동공립심상소학교로 개칭[1]
- 1941년 4월 1일 목동공립국민학교(6년제)로 개칭[2]
- 1981년 3월 7일 병설유치원 개원
- 1983년 3월 1일 백둔분교장 통합
- 1988년 3월 1일 도대분교장 통합
- 1989년 3월 1일 명지분교장 통합
- 1993년 3월 1일 화악국민학교(광약분교장 포함) 통폐합
- 1995년 2월 28일 도대분교장, 백둔분교장 폐교
- 1996년 3월 1일 목동초등학교로 교명 변경[3]
- 1999년 9월 1일 목동초등학교·가평북중학교 통합 개교
- 2001년 5월 17일 목동자연체험학습장 개장
- 2003년 6월 17일 가평현암농경유물박물관 개관
- 2004년 2월 12일 3.15 독립만세운동 기념물 준공
- 2019년 3월 1일 제19대 황기권 교장 부임
- 2022년 1월 4일 제88회 졸업식(본교 16명, 분교 3명 졸업) 총 4,009명
- 2022년 3월 1일 목동초 6학급, 특수 1학급 , 명지분교장 2학급 편성

## 참고 자료
- 목동초등학교 - 한국교육학술정보원 학교알리미